# Mario Party: The Top 100
Mario Party: The Top 100 is een partyspel ontwikkeld door Nd Cube. Het spel wordt uitgegeven door Nintendo en kwam voor het eerst op 10 november 2017 uit voor de Nintendo 3DS. In Europa kwam het spel op 22 december 2017 uit. Mario Party: The Top 100 is het vervolg op Mario Party: Star Rush, uit 2016.
Het spel bevat 100 minigames, hergebruikt uit voorgaande Mario Party-spellen die uitgekomen zijn op spelcomputers.

## Speelbare personages
- Mario
- Luigi
- Yoshi
- Wario
- Waluigi
- Princess Peach
- Princess Daisy
- Rosalina